# بريان يونغ
بريان يونغ (3 نوفمبر 1964 في نيوزيلندا - ) (بالإنجليزية: Bryan Young)‏ هو لاعب كريكت نيوزلندي. شارك مع منتخب نيوزيلندا الوطني للكريكت.

## وصلات خارجية
- بريان يونغ على موقع إي آس بي آن كريك إنفو (الإنجليزية)